# Rajd Australii 1995
Rezultaty Rajdu Australii (8. Telstra Rally Australia), eliminacji Rajdowych Mistrzostw Świata w 1995 roku, który odbył się w dniach 15-18 września. Była to szósta runda czempionatu w tamtym roku. Bazą rajdu było miasto Perth. 

## Wyniki końcowe rajdu[1]
| Msc. | Kierowca         | Pilot             | Samochód                  | Czas    | Strata | Grupa | Punkty |
| ---- | ---------------- | ----------------- | ------------------------- | ------- | ------ | ----- | ------ |
| 1    | Kenneth Eriksson | Staffan Parmander | Mitsubishi Lancer Evo III | 4:53.59 | 0.0    | A8 M  | 20     |
| 2.   | Colin McRae      | Derek Ringer      | Subaru Impreza 555        | 4:54.18 | +0.19  | A8 M  | 15     |
| 3.   | Juha Kankkunen   | Nicky Grist       | Toyota Celica GT-Four     | 4:55.54 | +1.55  | A8 M  | 12     |
| 4.   | Tommi Mäkinen    | Seppo Harjanne    | Mitsubishi Lancer Evo III | 4:57.26 | +3.27  | A8 M  | 10     |
| 5.   | Armin Schwarz    | Klaus Wicha       | Toyota Celica GT-Four     | 4:58.10 | +4.11  | A8 M  | 8      |
| 6.   | Bruno Thiry      | Stéphane Prévot   | Ford Escort RS Cosworth   | 5:10.51 | +16.52 | A8 M  | 6      |
| 7.   | Yoshio Fujimoto  | Arne Hertz        | Toyota Celica Turbo 4WD   | 5:16.36 | +22.37 | A8    | 4      |
| 8.   | Ed Ordynski      | Mark Stacey       | Mitsubishi Lancer Evo III | 5:21.05 | +27.06 | N4 M  | 3      |
| 9.   | Neal Bates       | Coral Taylor      | Toyota Celica GT-Four     | 5:24.41 | +30.42 | A8    | 2      |
| 10.  | Jorge Recalde    | Martin Christie   | Mitsubishi Lancer Evo II  | 5:25.53 | +31.54 | N4    | 1      |

1. ↑  Litera M przy oznaczeniu grupy do której należy samochód oznacza, iż tylko ci kierowcy zdobywali punkty dla swoich zespołów liczonych w klasyfikacji producentów na koniec sezonu.

## Klasyfikacja po 6 rundach
Tabele przedstawiają tylko pięć pierwszych miejsc.

### Kierowcy
| Lp. | Kierowca         | Pkt |
| --- | ---------------- | --- |
| 1   | Juha Kankkunen   | 62  |
| 2   | Colin McRae      | 55  |
| 3   | Didier Auriol    | 51  |
| 4   | Carlos Sainz     | 50  |
| 5   | Kenneth Eriksson | 48  |

### Producenci
| Lp. | Producent           | Pkt |
| --- | ------------------- | --- |
| 1   | Toyota              | 260 |
| 2   | Mitsubishi Ralliart | 255 |
| 3   | 555 Subaru WRT      | 222 |
| 4   | R.A.S. Ford         | 184 |